# Sovač
Sovač (cyr. Совач) – wieś w Serbii, w okręgu kolubarskim, w mieście Valjevo. W 2011 roku liczyła 105 mieszkańców.